# هولو
هولو (به انگلیسی: Hulu)، یک وب سایت ارائه آگهی، فیلم و کلیپ‌های تصویری است. فیلم‌های هولو در حال حاضر فقط در ایالات متحده آمریکا و سرزمین‌های خارج از این کشور ارائه می شود. هولو تنها فعالیت خارج از کشور خود را در سال ۲۰۱۱ در ژاپن آغاز کرد اما در سال ۲۰۱۴ این سرویس توسط نیپون تی وی خریداری شده و از آن زمان به بعد به عنوان یک سرویس متفاوت تحت عنوان هولو ژاپن فعالیت میکند.

## نام
واژه هولو از دو واژه از زبان ماندارین و چینی درست شده‌است.
جیسون کیلار، که به عنوان مدیرعامل هولو فعالیت می‌کرد، گفت که این نام از یک ضرب المثل چینی گرفته شده است:
هولو در زبان ماندارین به معنای کدو حلوایی است. و بنابراین وقتی هولو را راه‌اندازی می‌کردیم، فکر می‌کردیم، "این چه نام خوبی است." این یک سمبل عالی از داشتن چیزهای گرانبها است، به همین دلیل نام آن را هولو گذاشتیم.